# Coppa Italia 1926-1927
La Coppa Italia 1926-1927 fu la 2ª edizione della manifestazione calcistica. Essa non giunse alla conclusione, venendo interrotta ai sedicesimi di finale nel disinteresse generale, tanto che la competizione fu dimenticata per quasi un decennio.

## Avvenimenti
Il 18 settembre 1926 il Direttorio Federale approvò il regolamento della Coppa Italia, competizione aperta alle squadre di qualsiasi divisione, purché con un campo a norma. La competizione sarebbe stata a eliminazione diretta in gara unica con il campo scelto per sorteggio e si sarebbe svolta nei giorni festivi non domenicali e nelle domeniche di sosta del campionato. Le squadre partecipanti sarebbero state raggruppate in cinque gruppi (definiti "quarti di semifinale"), sempre a eliminazione diretta, in base a criteri geografici:
- Gruppo A: Piemonte, Liguria e Lombardia;
- Gruppo B: Veneto, Venezia Giulia, Venezia Tridentina, Emilia;
- Gruppo C: Toscana, Marche, Umbria, Sardegna, Lazio, Zara;
- Gruppo D: Abruzzi, Puglie;
- Gruppo E: Campania, Basilicata, Calabria, Sicilia.

Secondo Il Tevere del 23 novembre 1926 le partecipanti avrebbero dovuto ridursi entro due turni a eliminazione diretta a 32 squadre nel gruppo A, 48 nel B, 16 nel C, 8 nel D e 8 nell'E. Nella seconda fase a eliminazione diretta le 96 squadre superstiti dei gironi A, B e C si sarebbero scontrate tra di loro in turni a eliminazione diretta per determinare sei delle otto qualificate ai quarti di finale. Le altre due qualificate sarebbero uscite dai turni a eliminazione diretta tra le 16 squadre superstiti dei gironi D ed E. La squadra vincitrice si sarebbe aggiudicata definitivamente una coppa d'argento e avrebbe avuto il diritto di apporre sulla casacca nella stagione successiva la lupa capitolina.
Le iscrizioni si chiusero il 15 ottobre 1926. Si iscrissero in tutto 111 squadre, inserite nei seguenti gruppi:
- Gruppo A: 53 squadre;
- Gruppo B: 38 squadre;
- Gruppo C: 15 squadre;
- Gruppo D: 2 squadre;
- Gruppo E: 3 squadre.

A fine ottobre la FIGC annunciò che, a causa del numero insufficiente di iscritte nell'Italia meridionale, i gironi D ed E sarebbero stati accorpati al girone C e che la competizione avrebbe avuto inizio l'11 novembre 1926, giorno considerato festivo in quanto genetliaco del re in carica Vittorio Emanuele III. Alcuni giorni dopo, a inizio novembre, fu comunicato che la suddivisione in tre gironi sarebbe valsa solo per il primo turno. Nel secondo turno i gironi A e B si sarebbero fusi in un unico girone, dal quale sarebbero state esentate per sorteggio 16 squadre, mentre non si sarebbero disputate partite nel girone C. A partire dal turno successivo le 64 rimaste in gara (48 provenienti dai gironi A e B, di cui sedici che avevano usufruito del bye, e 16 dal girone C) avrebbero disputato i trentaduesimi di finale senza far più vigere criteri geografici. A partire dai trentaduesimi, la competizione sarebbe durata sei turni.
Il 18 novembre 1926 il Direttorio Federale stabilì per sorteggio gli abbinamenti del secondo turno annunciando che si sarebbe svolto il 6 gennaio 1927 (epifania). Due incontri, tuttavia, furono anticipati. A causa della mancata disputa degli incontri tra Savoia e Ideale (primo turno) e tra Fiumana e Vado (secondo turno) per il ritiro di ambedue dalla competizione, le partecipanti ai trentaduesimi si ridussero a 62. Per tale motivo il Direttorio Federale, nella seduta del 15 gennaio in cui sorteggiò gli abbinamenti del terzo turno, concesse il bye per sorteggio al Liberty e alla Sestese.
A questo punto la competizione finì gradualmente con l'arenarsi a causa della carenza di date disponibili, anche perché la federazione aveva intasato il calendario indicendo dei tornei di consolazione (la Coppa CONI per le squadre di Divisione Nazionale e la Coppa Arpinati per quelle di Prima Divisione). Ad aggravare la situazione alcune partite terminarono in parità e dovettero essere ripetute. Il 5 marzo 1927, quando ancora non si erano disputate tutte le partite del terzo turno (trentaduesimi), il Direttorio Federale sorteggiò gli abbinamenti del quarto turno (sedicesimi). A estate inoltrata, preso atto che si erano disputate solo tre partite dei sedicesimi e rimanevano ancora quattro partite dei trentaduesimi da disputare, la competizione fu giocoforza interrotta perché la stagione era ormai terminata.

## Squadre partecipanti
La partecipazione alla coppa era libera ed aperta a chiunque volesse pagare la tassa d'iscrizione. La manifestazione raccolse tuttavia minor entusiasmo nel Meridione. Il turno d'ingresso veniva determinato dal sorteggio.

### Divisione Nazionale
18 club
- Alba Audace
- Alessandria
- Andrea Doria
- Bologna
- Brescia

- Casale
- Cremonese
- Fortitudo Pro Roma
- Genoa

- Inter
- Juventus
- Milan
- Modena

- Padova
- Pro Vercelli
- Sampierdarenese
- Torino
- Verona

### Prima Divisione
27 club
- Anconitana
- Bagnolese
- Biellese
- Carpi
- Derthona
- Fiumana
- Ideale

- Legnano
- Liberty
- Mantova
- US Milanese
- Monfalconese CNT
- Novara
- Parma

- Pistoiese
- Pro Patria
- Reggiana
- Roman
- Savona
- Sestrese
- SPAL

- Speranza
- Spezia
- Treviso
- Triestina
- Udinese
- Venezia

### Seconda Divisione
26 club
- Abbiategrasso
- Canottieri Lecco
- Carrarese
- Corniglianese
- Crema
- Dolo
- Edera Trieste

- Faenza
- Fanfulla
- Fiume
- Genovese
- Monza
- Petrarca
- Piacenza

- Ponziana
- Rivarolese
- Savoia
- Scafatese
- Terni
- Trevigliese

- US Romana
- Vado
- Valenzana
- Viareggio
- Vicenza
- Zara

### Terza Divisione
40 club
Piemonte
- Acciaierie & Ferriere Novi
- Acqui
- Arona
- Lancia Torino

Lombardia
- Gallaratese
- Officine Meccaniche
- Pro Palazzolo
- Saronno
- Sestese
- Stelvio Olona
- Varese
- GC Vigevanesi
- Vogherese

Liguria
- Entella
- Fiorente
- Sestri Levante
- Spes Genova
- Tigullio
- Vola Genova

Veneto
- Carraresi Padova
- Italia Padova
- Libertas Venezia
- Oderzo

Venezia Giulia
- Dopolavoro Ferroviario Trieste
- Grion Pola

Emilia
- Amatori Bologna
- Baracca Pro Lugo
- Casalecchio
- Castel Bolognese
- Cento
- Forti e Liberi
- Imolese
- Panaro Modena
- Russi
- Virtus Castelfranco

Toscana
- Enrico Toti Livorno
- G.E.A. Firenze
- Juventus Massa

Marche
- Italia Ancona

Sardegna
- Cagliari

## Calendario
Le 111 squadre iscritte vennero divise in tre gruppi disomogenei: il gruppo A, composto da 53 squadre del nord-ovest; il gruppo B, composto da 38 squadre del nord-est; il gruppo C, composto da 20 squadre del centro e del sud.

### Primo turno
Il primo turno aveva la funzione di ridurre le partecipanti da 53 a 48 nel gruppo A, da 38 a 32  nel gruppo B e da 20 a 16 nel gruppo C. Furono esentate per sorteggio da questo turno 81 squadre (43 nel gruppo A, 26 nel gruppo B e 12 nel gruppo C).
Le partite del primo turno furono disputate l'11 novembre 1926.

#### Gruppo A
| Squadra 1                     | Risultato   | Squadra 2                  |
| ----------------------------- | ----------- | -------------------------- |
| 11 novembre 1926              |             |                            |
| Acqui                         | 1 - 4       | Casale                     |
| Inter                         | 14 - 0      | Acciaierie e Ferriere Novi |
| Cremonese                     | 2 - 1       | Crema                      |
| Lancia Torino                 | 0 - 2 (Tav) | Spes Genova                |
| Fiorente Genova               | 2 - 2       | Genovese                   |
| 8 dicembre 1926 (ripetizione) |             |                            |
| Genovese                      | 2 - 0 (dts) | Fiorente Genova            |

#### Gruppo B
| Squadra 1                  | Risultato   | Squadra 2        |
| -------------------------- | ----------- | ---------------- |
| 11 novembre 1926           |             |                  |
| Treviso                    | 3 - 0       | Venezia          |
| Carraresi Padova           | 0 - 5       | Forti e Liberi   |
| Bologna                    | 5 - 1       | Casalecchio      |
| Piacenza                   | 4 - 1       | Panaro Modena    |
| Hellas Verona              | 7 - 2       | Libertas Venezia |
| Fiumana                    | nd          | Fiume            |
| 8 dicembre 1926 (recupero) |             |                  |
| Fiumana                    | 1 - 0 (dts) | Fiume            |

#### Gruppo C
| Squadra 1        | Risultato   | Squadra 2          |
| ---------------- | ----------- | ------------------ |
| 11 novembre 1926 |             |                    |
| Italia Ancona    | 2 - 0 (tav) | Viareggio          |
| Savoia           | n.d.        | Ideale Bari        |
| US Bagnolese     | 10 - 1      | Cagliari           |
| Pistoiese        | 1 - 0       | Fortitudo Pro Roma |

### Secondo turno
Il secondo turno serviva a ridurre le squadre settentrionali (riunite in un unico gruppo) rimaste in gara da 80 a 48. Ne furono esentate 16 squadre settentrionali per sorteggio, oltre alle 16 squadre meridionali ancora in gioco.
| Squadra 1           | Risultato   | Squadra 2                |
| ------------------- | ----------- | ------------------------ |
| 8 dicembre 1926     |             |                          |
| Italia Padova       | 3 - 4       | Monza                    |
| 12 dicembre 1926    |             |                          |
| Hellas Verona       | 1 - 1 (dts) | Biellese                 |
| 6 gennaio 1927      |             |                          |
| Vado                | n.d.        | Fiumana                  |
| Genovese            | 3 - 1       | Vogherese                |
| Reggiana            | 6 - 3       | Corniglianese            |
| Andrea Doria        | 4 - 2       | Dolo                     |
| Milan               | 7 - 1       | Rivarolese               |
| Cento               | 0 - 15      | Juventus                 |
| Valenzana           | 0 - 7       | Inter                    |
| Vola Genova         | 3 - 0       | Dop. Ferroviario Trieste |
| Canottieri Lecco    | 6 - 0       | Entella                  |
| US Milanese         | 9 - 2       | Abbiategrasso            |
| Vigevanesi          | 2 - 0       | Trevigliese              |
| Pro Vercelli        | 3 - 0       | Sampierdarenese          |
| Spezia              | 2 - 3 (dts) | Casale                   |
| Speranza Savona     | 0 - 2       | Modena                   |
| Varese              | 0 - 2 (TAV) | Castelbolognese          |
| Hellas Verona       | 5 - 0       | Biellese                 |
| Sestese             | 4 - 1       | Brescia                  |
| Forti e Liberi      | 2 - 0       | Tigullio                 |
| Fanfulla            | 1 - 3       | Gallaratese              |
| Mantova             | 1 - 3       | Genoa                    |
| Saronno             | 3 - 1       | Spes Genova              |
| Torino              | 9 - 0       | Piacenza                 |
| Sestrese            | 4 - 2       | Officine Meccaniche      |
| Alessandria         | 17 - 2      | Amatori Bologna          |
| Edera Trieste       | 2 - 1       | Savona                   |
| Legnano             | 0 - 1       | Bologna                  |
| Oderzo              | 1 - 2       | Carpi                    |
| Pro Palazzolo       | 4 - 2       | Petrarca Padova          |
| Padova              | 5 - 2       | Derthona                 |
| Grion Pola          | 0 - 3       | Novara                   |
| Monfalconese C.N.T. | 0 - 2       | Stelvio Olona            |

### Terzo turno
Ai trentaduesimi di finale (o terzo turno) avrebbero dovuto prendere 64 squadre (48 del nord e 16 del centro-sud). Tuttavia, a causa della mancata disputa degli incontri tra Savoia e Ideale (primo turno) e tra Fiumana e Vado (secondo turno) per il ritiro di ambedue dalla competizione, le partecipanti ai trentaduesimi si ridussero a 62. Per tale motivo il Direttorio Federale, nella seduta del 15 gennaio in cui sorteggiò gli abbinamenti del terzo turno, concesse il bye per sorteggio al Liberty Bari e alla Sestese. 
| Squadra 1         | Risultato   | Squadra 2           |
| ----------------- | ----------- | ------------------- |
| 30 gennaio 1927   |             |                     |
| Faenza            | 3 - 1       | US Bagnolese        |
| 20 febbraio 1927  |             |                     |
| Pistoiese         | 8 - 0       | US Romana           |
| Forti e Liberi    | 1 - 2       | Andrea Doria        |
| 27 febbraio 1927  |             |                     |
| Parma             | 0 - 2       | Juventus            |
| Baracca Lugo      | 11 - 0      | Italia Ancona       |
| Pro Patria        | 1 - 0       | Casale              |
| Cremonese         | 2 - 0       | Udinese             |
| Vola Genova       | 2 - 0       | Zara                |
| Triestina         | 3 - 1       | Gallaratese         |
| Saronno           | 2 - 0       | Enrico Toti Livorno |
| Novara            | 2 - 3       | SPAL                |
| Reggiana          | 9 - 1       | Stelvio Olona       |
| Pro Vercelli      | 7 - 2       | Modena              |
| Sestrese          | 2 - 0       | FBC Roma            |
| Padova            | 4 - 0       | Castelbolognese     |
| Vigevanesi        | 4 - 1       | Alba Audace         |
| Hellas Verona     | 2 - 0       | Juventus Massa      |
| Carpi             | 4 - 0       | US Milanese         |
| Genoa             | 4 - 2       | Inter               |
| Torino            | 11 - 0      | Pro Palazzolo       |
| Imolese           | 1 - 3       | Treviso             |
| 3 aprile 1927     |             |                     |
| Carrarese         | 4 - 0       | Russi               |
| Sestri Levante    | 1 - 0       | Terni               |
| 17 aprile 1927    |             |                     |
| Edera Trieste     | 2 - 0       | Arona               |
| 22 maggio 1927    |             |                     |
| Castelfranco      | 0 - 1       | Genovese            |
| 26 maggio 1927    |             |                     |
| G.E.A. Firenze    | 0 - 2       | Milan               |
| 5 giugno 1927     |             |                     |
| Ponziana          | 1 - 1 (dts) | Monza               |
| data non definita |             |                     |
| Canottieri Lecco  | n.d.        | Scafatese           |
| Vicenza           | n.d.        | Anconitana          |
| Alessandria       | n.d.        | Bologna             |

### Sedicesimi di finale
| Squadra 1               | Risultato   | Squadra 2                           |
| ----------------------- | ----------- | ----------------------------------- |
| 3 aprile 1927           |             |                                     |
| Baracca Lugo            | 1 - 0       | Vola Genova                         |
| 10 aprile 1927          |             |                                     |
| Pro Vercelli            | 3 - 2       | Andrea Doria                        |
| 26 maggio 1927          |             |                                     |
| Carpi                   | 4 - 1       | Carrarese                           |
| 29 giugno 1927          |             |                                     |
| Pro Patria              | 1 - 1 (dts) | Genoa                               |
| data non definita       |             |                                     |
| Pro Patria              | n.d.        | Genoa                               |
| Pistoiese               | n.d.        | Triestina                           |
| Saronno                 | n.d.        | Treviso                             |
| Sestrese                | n.d.        | Torino                              |
| Reggiana                | n.d.        | Sestese                             |
| Liberty Bari            | n.d.        | Hellas Verona                       |
| Padova                  | n.d.        | Genovese                            |
| Milan                   | n.d.        | Juventus                            |
| Sestri Levante          | n.d.        | Cremonese                           |
| SPAL                    | n.d.        | vincente Canottieri Lecco/Scafatese |
| Edera Trieste           | n.d.        | vincente Alessandria/Bologna        |
| Faenza                  | n.d.        | vincente Vicenza/Anconitana         |
| vincente Ponziana/Monza | n.d.        | Vigevanesi                          |

## Ottavi di finale
Le uniche squadre qualificate agli ottavi di finale, che non vennero disputati, furono Baracca Lugo, Pro Vercelli e Carpi.

## Quarti di finale, semifinali e finale
Non disputati.